# Myodes gapperi
Clethrionomys gapperi · Campagnol à dos roux de Gapper, Campagnol de Grapper
Espèce
Synonymes
- Clethrionomys gapperi subspecies solus Hall & Cockrum, 1952 (orth. error)

Statut de conservation UICN

 LC  : Préoccupation mineure
Le Campagnol à dos roux de Gapper (Myodes gapperi, anciennement Clethrionomys gapperi) est une espèce de petits rongeurs de la famille des Cricétidés. Ce campagnol vit au Canada et au nord des États-Unis.

## Nom
Le campagnol à dos roux de Gapper et aussi connu sous le nom de campagnol de Grapper.

## Habitat

Carte de répartition.

Il vit dans les zones mésiques des forêts de conifères, des forêts mixtes et des forêts décidues. On peut aussi le trouver dans les tourbières, les prairies mésiques et dans la toundra.
Il se reproduit mieux dans les forêts anciennes.

## Reproduction
La période de reproduction se déroule entre janvier et novembre. La gestation entre 17 et 19 jours. Les portées comprennent entre 1 et 9 petits. Les femelles adultes sont territoriales.